# Єжи Єнджеєвич
Є́жи Єнджеє́вич (пол. Jerzy Jędrzejewicz; 2 березня 1902, Баварія поблизу міста Конське, Польща — 19 листопада 1975, Варшава) – польський письменник, перекладач, літературознавець.
Дитинство провів в Україні. Навчався у гімназії в Катеринославі (нині Дніпропетровськ). 
Перекладав твори І. Драча, Л. Костенко, М. Коцюбинського, М. Рильського, Т. Шевченка, та інших українських письменників.
Упорядник, автор передмови до книги польською мовою «Вибрані твори» Михайла Коцюбинського (1954).
Перекладав також твори російських, італійських і німецьких письменників.

## Єнджеєвич і творчість Тараса Шевченка
У творчих інтересах Єнджеєвича важливе місце посідали життя і творчість Тараса Шевченка. Переклав його повість рос. «Прогулка с удовольствием и не без морали» (Варшава, 1960) і написав до неї післямову. Упорядник, автор передмови і перекладач кількох творів у книзі польською мовою «Вибрані поезії» Шевченка Т. Шевченка (1972). Серед його перекладів: «Заповіт», «Розрита могила», «Стоїть в селі Суботові», «Холодний Яр», «Ой виострю товариша» та інші.
Автор роману «Noce ukraińskie, albo Rodowód geniusza» (пол.) («Українські ночі, або Родовід генія») (Варшава, 1966) про Тараса Шевченка; в творі відображено перебування поета 1846 на Волині. Перевидана в 1970. Українською мовою в перекладі Віктора Іванисенка роман вийшов у Львові в 1997 році та в перекладі Євгена Рослицького у Рівному в 2012.

## Єнджеєвич і Кременець
Станіславу Ворцелю присвятив роман «Звитяга переможених» (1974); у творі йдеться про Кременець, де головний герой навчався у Вищій Волинській гімназії. Листувався з кременчанами, зокрема з Макаром Середюком. Матеріали про Єнджеєвича представлено в експозиції Шевченківського залу Кременецького краєзнавчого музею.

## Відзнаки
Радянський Орден «Знак Пошани» — за успіхи в популяризації літератури народів СРСР.

## Виноски
1. 1 2  Чеська національна авторитетна база даних
2. ↑  Толстой, Олексій Костянтинович; Єнджеєвич, Єжи (1962). Książę Srebrny [Князь Срібний]. Варшава: Państwowy Instytut Wydawniczy.
3. ↑  Єнджеєви, Єжи (1970). Ukraińskie noce albo rodowód geniusza: opowieść o Szewczence [Українські ночі, або Родовід генія: біографічний роман про Шевченка] (Польська) . Львів: Ludowa Spółdzielnia Wydawnicza.
4. ↑  Єнджеєви, Єжи; Павличка, Д.; Іванисенка, В. (1997). Українські ночі, або Родовід генія: біографічний роман про Шевченка (Українська) . Львів: LDKF "Атлас". ISBN 966-7275-03-5. OCLC 39230402.
5. ↑  Єнджеєвич, Єжи (1974). Jerzy Jędrzejewicz: "Zwycięstwo Pokonanych". Opowieść o Stanisławie Worcellu, zawiera fotografie czarno-białe (Польська) . Варшава: Instytut Wydawniczy PAX.